# Charlotte Svensson
Charlotte Svensson, född 1962, är en svensk ämbetsman och socialdemokratisk politiker. Hon var under åren 2017-2018 statssekreterare hos justitie- och inrikesminister Morgan Johansson  på Justitiedepartementet och tillträdde som ny generaltulldirektör och chef för Tullverket den 15 oktober 2018. 22 februari 2024 meddelade regeringen att hon blir generaldirektör i Regeringskansliet och slutar som generaltulldirektör.
Svensson var departementssekreterare på Civildepartementet 1990-1995. Åren 1995-1998 var hon politisk tjänsteman på finansroteln i Stockholms stad, från 1996 som borgarrådssekreterare och kanslichef. Därefter var hon placerad vid Statsrådsberedningen, 1998-2002 som politiskt sakkunnig till statsminister Göran Persson och 2002-2003 som planeringschef. Hon var statssekreterare hos migrationsminister Barbro Holmberg vid Utrikesdepartementet 2003-2006. Under regeringen Reinfeldts styre återgick hon till tjänstemannarollen och var förvaltningschef på Stockholm stad, 2008-2010 som stadsdelsdirektör och 2011-2014 som arbetsmarknadsdirektör. När regeringen Löfven I tillträdde 2014 blev hon statssekreterare hos Magdalena Andersson på Finansdepartementet med ansvar för skatte- och tullfrågor. Hon var under perioden 2016-2017 statssekreterare hos inrikesminister Anders Ygeman på Justitiedepartementet
Svensson har juristexamen från Stockholms universitet (1990). Hon har även studerat vid Lunds universitet och Paul Valéry-universitet i Montpellier. Hon var ordförande i Sveriges Förenade Studentkårer 1987-1989.